# Bolchowitinow DB-A
Die Bolchowitinow DB-A (russisch Болховитинов ДБ-А) war ein schwerer sowjetischer Bomber und in dieser Eigenschaft einer der ersten Typen des Landes, die in Ganzmetall-Halbschalenbauweise hergestellt wurden. Die DB-A sollte die schon in die Jahre gekommenen TB-3-Bomber ablösen, letztendlich baute man jedoch nur zwölf Exemplare und verzichtete zugunsten der Pe-8 auf einen Serienbau. Bei dem Versuch, mit einer DB-A im Jahre 1937 einen Fernflug UdSSR–USA über den Nordpol durchzuführen, verschwand die Maschine spurlos über der Arktis.

## Geschichte
Hervorstechendstes Merkmal der DB-A waren die in die inneren Triebwerksgondeln auslaufenden großen Hosenbein-Fahrwerksverkleidungen, in die die Haupträder während des Fluges eingezogen wurden. Statt der bis dahin bei Bombenflugzeugen verwendeten Wellblechverkleidung war eine Ummantelung aus Glattblech vorgesehen. In den Vorderkanten des dicken Tragflügels befanden sich neben jedem Triebwerk zwei Wartungsklappen, um den Technikern den Zugang zu den Motoren zu erleichtern. Sämtliche Kabinen wiesen Glasverkleidungen auf und der mit einem SchKAS-MG bestückte Bugwaffenstand konnte mittels Servomotoren bewegt werden. Im Rumpf des gewaltigen Mitteldeckers befanden sich sechs Meter lange, geschlossene Bombenschächte.
Die ersten Projektierungsarbeiten begannen 1935 und wurden von einem Spezialistenteam der Schukowski-Militärakademie der Luftstreitkräfte unter Leitung von Wiktor Bolchowitinow durchgeführt. Die eigentliche Konstruktion lag in den Händen von Michail Schischmarjow.
Das Typenkürzel DB-A steht für Dalni Bombardirowschtschik Akademija (Дальний Бомбардировщик Академия, Fernbomber der Akademie (Schukowski)).
Der DB-A-Prototyp flog erstmals am 2. Mai 1935. Das zweite Modell, die DB-2A startete im März 1936 zum Erstflug und hatte bei gleich bleibender Höchstgeschwindigkeit eine höhere Startmasse und eine größere Besatzung als die DB-A.
Mit diesen beiden Flugzeugen wurden 1936/37 verschiedene Weltrekorde erflogen: so brachten die beiden Piloten M. Njuchtikow und M. Lipkin eine Nutzmasse von 10.000 kg auf 7032 m und 13.000 kg auf 4535 m Höhe. Zwei andere Piloten, G. Baidukow und N. Kastanajew, flogen am 14. Mai 1937 mit 5000 kg Zuladung auf einer Strecke von 2002,6 km Länge mit einer Durchschnittsgeschwindigkeit von 280 km/h.
Nach Beendigung der Flugerprobung erteilte man einen Auftrag über eine kleine Serie, die 1937/38 produziert wurde. Davon gingen fünf Exemplare an die sowjetischen Fernfliegerkräfte, der Rest wurde für Versuche genutzt oder stand in Reserve.

## Gescheiterter Polarflug

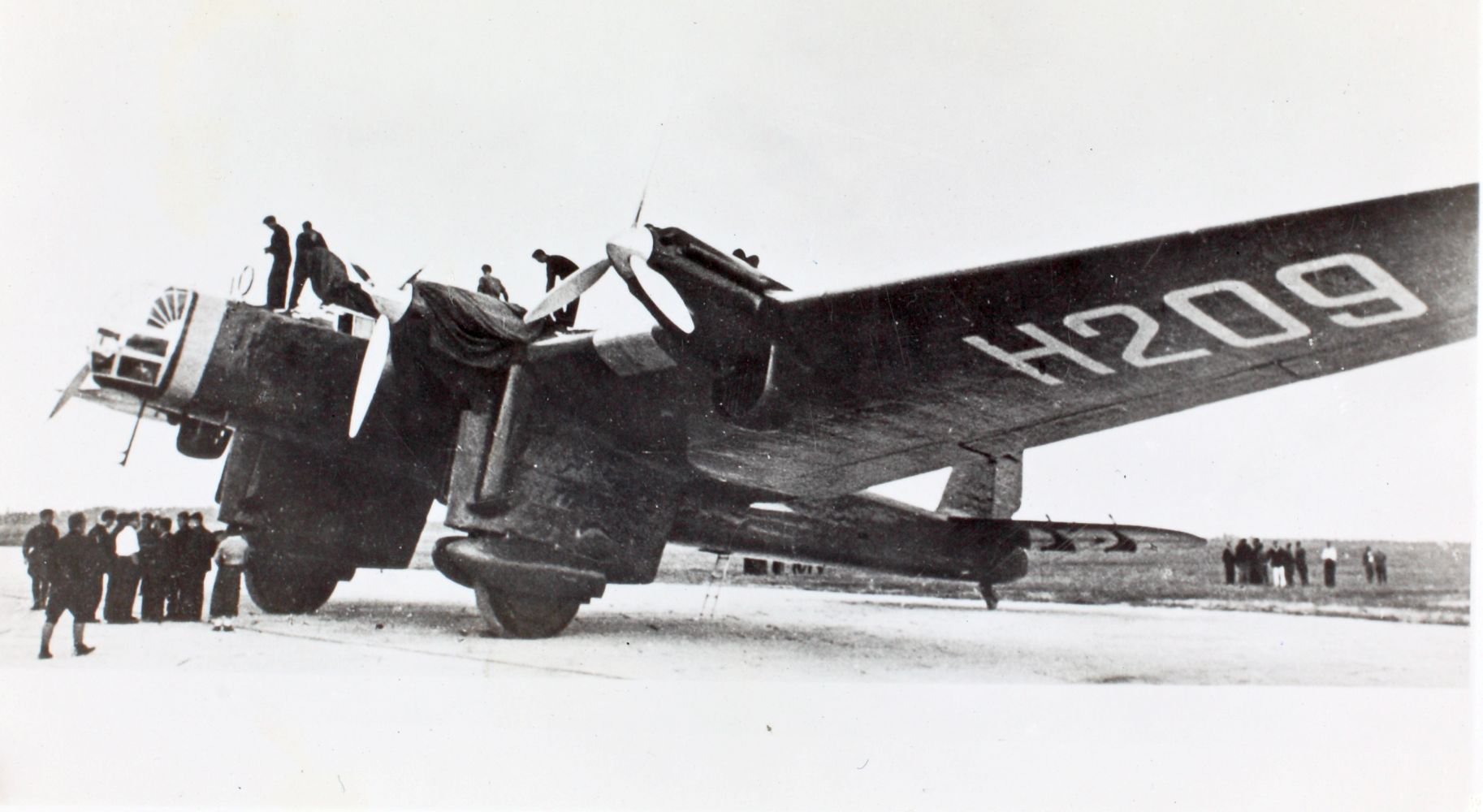
Lewanewskis DB-A während der Vorbereitungen zum Langstreckenflug

Im Jahr 1937 unternahm der Polarflieger Sigismund Lewanewski den Versuch, mit einer DB-A einen Fernflug UdSSR-USA über den Nordpol durchzuführen. Lewanewski war einer der sieben Piloten, die 1934 nach Rettung der Cheliuskin-Mannschaft den Titel Held der Sowjetunion erhalten hatten.
Bereits im Frühjahr 1935 wandte er sich mit der Bitte an Josef Stalin, mit einer ANT-25 über den Nordpol nach San Francisco fliegen zu dürfen. Stalin gab seine Zustimmung. Lewanewski startete am 3. August 1935 zusammen mit Copilot Baidukow zum Rekordversuch, brach diesen über der Barentssee jedoch ab, da er den durch Überfüllung leckenden Öltank irrtümlich als Havarie ansah. Bei der abschließenden Auswertung des Fluges bezeichnete Lewanewski den Konstrukteur Andrei Tupolew als Volksschädling und Verräter und erklärte, niemals wieder in einem von dessen Flugzeugen fliegen zu wollen.
Im Mai 1937 gab er den Beschluss bekannt, mit der DB-A den Flug durchführen zu wollen. Baidukow, der das Flugzeug schon geflogen hatte, äußerte seine Bedenken wegen der noch nicht ausreichend getesteten Maschine, wurde jedoch von Stalin abgeblockt.
Kurze Zeit später flog eine ANT-25 mit Tschkalow, Baidukow und Beljakow über den Pol in die USA, einen Monat später eine zweite mit der Besatzung Gromow, Jumaschew und Danilin. Lewanewski geriet unter Zeitdruck. Die sechsköpfige Besatzung wurde eilig zusammengestellt und hatte nicht die notwendige Zeit, sich aufeinander einzuspielen. Noch einem Monat vor dem Flug wurde der Funker Körber im Zuge der stalinistischen Säuberungen verhaftet und durch Galkowski ersetzt.
Am 12. August 1937 stand der Prototyp der DB-A auf dem Flugplatz Schtscholkowo bei Moskau bereit. Das Flugzeug hatte für den Flug eine blaue Rumpflackierung erhalten, das Tragwerk besaß eine signalroten Anstrich. Aufgrund der ungünstigen Vorzeichen des Fluges beantworteten Bordingenieur Godowikow und Navigator Lewtschenko die Abschiedsgrüße des Bodenpersonals mit „Lebt wohl!“ anstatt des üblichen „Auf Wiedersehen!“. Der Start wurde von Copilot Kastanajew durchgeführt.
Nach Überquerung des Pols unter schlechten Wetterbedingungen meldete die Besatzung nach 19:27 Stunden Flugzeit über Funk den Ausfall des rechten äußeren Motors. Nach einer Weile brach jeglicher Funkkontakt ab. Trotz umfangreicher Suche seitens sieben amerikanischer sowie 24 sowjetischer Flugzeuge konnte von der DB-A mit dem Luftfahrzeugkennzeichen SSSR N-209 keine Spur gefunden werden. Im Mai 1938 wurde die Suchaktion eingestellt, nachdem eine Fläche von 58.000 km² abgesucht worden war. Die Besatzung gilt seither als vermisst.

## Technische Daten

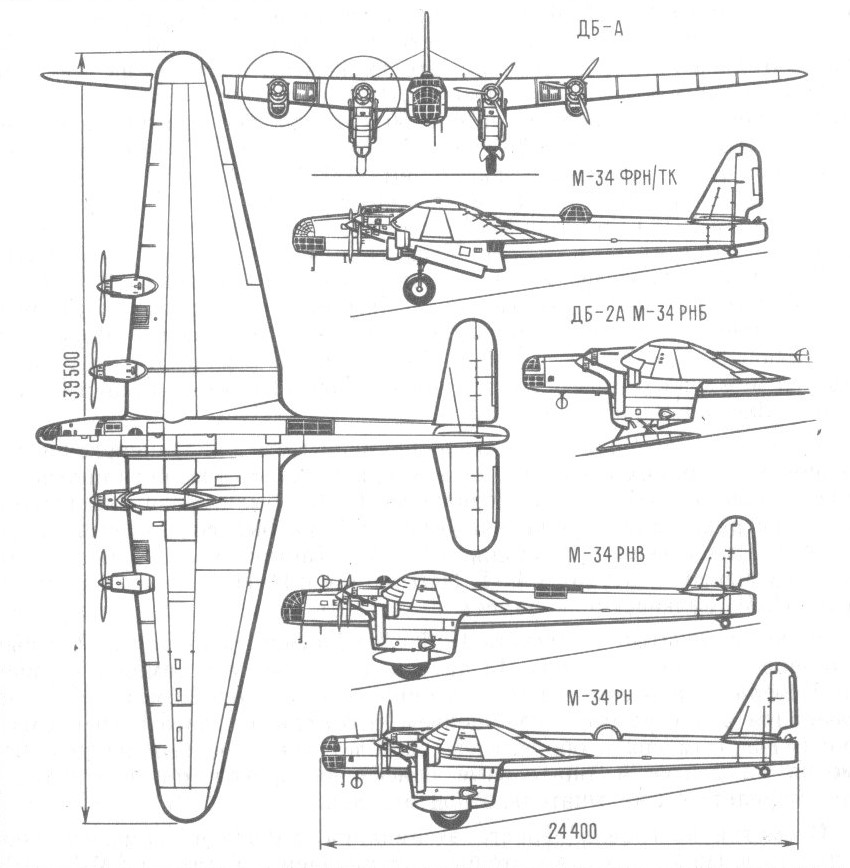
Risszeichnungen der DB-A

| Kenngröße                    | Daten (DB-A)                                                                                      | Daten (DB-2A)                                                                                     | Daten (DB-A)                                                                                      |                                             |
| ---------------------------- | ------------------------------------------------------------------------------------------------- | ------------------------------------------------------------------------------------------------- | ------------------------------------------------------------------------------------------------- | ------------------------------------------- |
| Konstrukteure                | M. Schischmarew, W. J. Bolchowitinow                                                              | M. Schischmarew, W. J. Bolchowitinow                                                              | M. Schischmarew, W. J. Bolchowitinow                                                              |                                             |
| Baujahre                     | 1936                                                                                              | 1937                                                                                              | 1938                                                                                              |                                             |
| Besatzung                    | 8                                                                                                 | 11                                                                                                | 5–8 (11?)                                                                                         |                                             |
| Länge                        | 24,40 m                                                                                           | 24,40 m                                                                                           | 24,40 m                                                                                           | 24,40 m                                     |
| Spannweite                   | 39,50 m                                                                                           | 39,50 m                                                                                           | 39,50 m                                                                                           | 39,50 m                                     |
| Höhe                         | 8,50 m                                                                                            | 8,50 m                                                                                            | 8,50 m                                                                                            | 8,50 m                                      |
| Flügelfläche                 | 234,5 m²                                                                                          | 234,5 m²                                                                                          | 234,5 m²                                                                                          | 234,5 m²                                    |
| Flügelstreckung              | 6,7                                                                                               | 6,7                                                                                               | 6,7                                                                                               | 6,7                                         |
| Leermasse                    | 15.400 kg                                                                                         | 16.000 kg                                                                                         | 16.000 kg                                                                                         |                                             |
| Nutzlast                     | 6.500 kg                                                                                          | 8.000 kg                                                                                          | 6.000 kg                                                                                          |                                             |
| Startmasse                   | 21.900 kg                                                                                         | 24.000 kg                                                                                         | 22.000 kg                                                                                         |                                             |
| Flächenbelastung             | 95,2 kg/m²                                                                                        | 104,3 kg/m²                                                                                       | 95,7 kg/m²                                                                                        |                                             |
| Leistungsbelastung           | 7,68 kg/kW (5,64 kg/PS)                                                                           | 6,80 kg/kW (5,00 kg/PS)                                                                           | 6,80 kg/kW (5,00 kg/PS)                                                                           |                                             |
| Verhältnis Nutz- /Startmasse | 29,7 %                                                                                            | 33,3 %                                                                                            | 27,3 %                                                                                            |                                             |
| Triebwerke                   | vier wassergekühlte Zwölfzylinder-V-Motoren                                                       | vier wassergekühlte Zwölfzylinder-V-Motoren                                                       | vier wassergekühlte Zwölfzylinder-V-Motoren                                                       | vier wassergekühlte Zwölfzylinder-V-Motoren |
| Typ                          | M-34RN                                                                                            | M-34RNW                                                                                           | M-34FRN                                                                                           |                                             |
| Startleistung Nennleistung   | je 713 kW (ca. 970 PS) je 618 kW (840 PS)                                                         | je 883 kW (ca. 1.200 PS) je 735 kW (ca. 1.000 PS)                                                 | je 809 kW (1.100 PS) je 662 kW (900 PS)                                                           |                                             |
| Höchstgeschwindigkeit        | 280 km/h in Bodennähe 330 km/h in 4.000 m Höhe                                                    | 305 km/h in Bodennähe 335 km/h in 2.000 m Höhe                                                    | 300 km/h in Bodennähe 316 km/h in 6.000 m Höhe                                                    |                                             |
| Marschgeschwindigkeit        | 290 km/h in 4.000 m Höhe                                                                          |                                                                                                   |                                                                                                   |                                             |
| Steigzeit                    | 5,0 min auf 1.000 m 56,0 min auf 7.000 m                                                          | 3,5 min auf 1.000 m 34,0 min auf 5.000 m                                                          | 3,5 min auf 1.000 m 52,0 min auf 7.000 m                                                          |                                             |
| Dienstgipfelhöhe             | 7.220 m                                                                                           | 6.900 m                                                                                           | 7.730 m                                                                                           |                                             |
| Reichweite                   | 4.500 km                                                                                          | 4.600 km                                                                                          | 4.500 km                                                                                          |                                             |
| Start- /Landerollstrecke     | 400 m / 300 m                                                                                     | 380 m / 300 m                                                                                     | 400 m / 300 m                                                                                     |                                             |
| Bewaffnung (konzipiert)      | vier 7,62-mm-MG SchKAS mit je 3000 Schuss eine 20-mm-MK SchWAK mit 250 Schuss bis 3.000 kg Bomben | vier 7,62-mm-MG SchKAS mit je 3000 Schuss eine 20-mm-MK SchWAK mit 250 Schuss bis 3.000 kg Bomben | vier 7,62-mm-MG SchKAS mit je 3000 Schuss eine 20-mm-MK SchWAK mit 250 Schuss bis 3.000 kg Bomben |                                             |